# Sortławki
Sortławki (deutsch Sortlack) ist ein Ort in der polnischen Woiwodschaft Ermland-Masuren. Er gehört zur Gmina Bartoszyce (Landgemeinde Bartenstein) im Powiat Bartoszycki (Kreis Bartenstein (Ostpr.)).

## Geographische Lage
Sortławki liegt am westlichen Ufer der Łyna (deutsch Alle) in der nördlichen Mitte der Woiwodschaft Ermland-Masuren, 20 Kilometer südlich der früheren und heute auf russischem Hoheitsgebiet gelegenen Kreisstadt Preußisch Eylau (russisch Bagrationowsk) bzw. neun Kilometer südwestlich der heutigen Kreismetropole Bartoszyce (deutsch Bartenstein).

## Geschichte
Das seinerzeit Sodelauken genannte Ort wurde im Jahre 1374 erstmals erwähnt. Bestehend aus ein paar kleinen Höfen hieß er nach 1374 Sotlauken, nach 1414 Sortlacken, nach 1478 Sortlak und nach 1831 Sortlack. 1874 wurde Sortlack in den neu errichteten Amtsbezirk Tolks (polnisch Tolko) im ostpreußischen Kreis Preußisch Eylau aufgenommen und gehörte ihm bis 1945 an.
Im Jahre 1910 waren in Sortlack 69 Einwohner registriert. Am 30. September 1928 vergrößerte sich das Dorf um den Nachbarort Lengen (polnisch Łęg), der eingemeindet wurde. Die Einwohnerzahl belief sich im Jahre 1933 auf 136 und im Jahre 1939 auf 120.
In Kriegsfolge wurde das gesamte südliche Ostpreußen an Polen abgetreten. In diesem Zusammenhang erhielt Sortlack die polnische Namensform „Sortławki“. Heute ist der kleine Ort ein Teil der Landgemeinde Bartoszyce (Bartenstein) im Powiat Bartoszycki (Kreis Bartenstein (Ostpr.)), von 1975 bis 1998 der Woiwodschaft Olsztyn, seither der Woiwodschaft Ermland-Masuren zugehörig.

## Religion

### Christentum
Bis 1945 war Sortlack in die evangelische Kirche Reddenau (polnisch Rodnowo) in der Kirchenprovinz Ostpreußen der Kirche der Altpreußischen Union, außerdem in die römisch-katholische Kirche Bartenstein im damaligen Bistum Ermland eingepfarrt.
Heute gehört Sortławki katholischerseits zur Pfarrei in Rodnowo im jetzigen Erzbistum Ermland, evangelischerseits zur Kirchengemeinde Bartoszyce, einer Filialgemeinde der Johanneskirche in Kętrzyn (Rastenburg)in der Diözese Masuren der Evangelisch-Augsburgischen Kirche in Polen.

## Verkehr
Sortławki liegt ein wenig abseits vom Verkehrsgeschehen an einer Nebenstraße, die von Tolko (Tolks) über Kiersity (Kirschitten) direkt in den Ort führt. Eine Anbindung an den Bahnverkehr besteht nicht.